# Butsu Zone
Butsu Zone (仏ゾーン, Butsu Zōn, zona do crepúsculo) é um mangá de Hiroyuki Takei, acerca das aventuras de Senju, um emissário de Avalokitesvara Bodhisattva, que tem de encontrar e proteger a encarnação do Buddha Miroku.
A personagem Anna Kyoyama de Butsu Zone também aparece nas séries Itako no Anna, Shaman King e Funbari no Uta